# Severin Abrahams
Johannes Henrik Severin Abrahams, född 28 juli 1843 i Köpenhamn, död 31 mars 1900 på samma plats, var en dansk skådespelare och teaterledare. Han var bror till arkitekten Charles Abrahams.

## Biografi
Abrahams föddes som son till Frederikke J. A. Philipsen och Nicolai Christian Levin Abrahams. Han tog examen från Borgerdydskolen i Christianshavn år 1862 och tog Filosofie kandidat år 1864. Han fortsatte att studera fram till 1868, då han tog en paus för att medverka i pjäsen Elverhøj på Det Kongelige Teater, där han spelade karaktären Albert Ebbesen. Några år efter blev han uppmuntrad av sin lärare att ta kontakt med Folketeatret. Då blev han en av Köpenhamns mest populära skådespelare. Fram till 1879 arbetade han på Folketeatret, då han istället började jobba på ett kasino och jobbade där till 1882. Efter att han sagt upp sig från kasinot började han studera i Paris i ett år.
Under åren 1879-1882 var han den första ordföranden i Skådespelarförbundet. Abrahams gifte sig år 1868 med Marie Caroline Gammeltoft (1842-1915).
Severin Abrahams övertog Folketeatret från augusti 1884 och skulle komma att jobba där i 16 år, ända till hans död. Under hans ledning gjorde flera olika pjäser succé, däribland "En Børsbaron" (1885), "Nøddebo Præstegaard" (1888) och "Madame Sans-Gene" (1894).
Abrahams dog ruinerad den 31 mars 1900. Han är idag begravd på Assistens Kirkegård i Nørrebro, Köpenhamn.